# Sancho I de Leon
Sanscho I  (n. 935 d.Hr. – d. 19 decembrie 966 d.Hr.), poreclit cel Gras, a fost regele Leonului din 956 până în 958.
El a fost fiul lui Ramiro al II-lea de Leon și a reginei Urraca Sánchez de Pamplona.. El l-a succedat pe fratele său vitreg, Ordono al III-lea de Leon în 956 și a domnit până la moartea sa, cu excepția a doi ani de întrerupere, între 958 și 960, atunci când Ordono cel Slab a uzurpat tronul. 
La început, Sancho a contestat tronul lui Ordono al III-lea, care îl succedase pe tatăl lor în 951. La moartea lui Ordono, el a preluat tronul vacant, însă doi ani mai târziu a fost detronat de către nobilii conduși de Fernán González de Castilia, din cauza obezității sale extreme. 
În timpul exilului său în Andaluzia, în conformitate cu Dozy, Sancho a reușit să piardă o parte din circumferința sa, cu tratamentul lui Hasdai ibn Shaprut. În același timp, el a început să facă încercări pentru recuperarea tronului. El a mers mai întâi la bunica lui, Toda și i-a cerut ajutor, apoi a încheiat un tratat cu maurii și, cu ajutorul leonezilor și nobilimii din Navara, a preluat orașul Zamora în 959 și scaunul de domnie în curând după aceea.
Deoarece el nu a respectat tratatul cu musulmanii, a avut pare de mai multe raiduri de pedepsire ca răspuns. Ultimii ani ai domniei sale au fost caracterizați de independența crescândă a castilienilor și nobilimii din Galicia. El a fost otrăvit și a fost urmat la tron de fiul său, Ramiro al III-lea de Leon.